# Kurt Weill
Kurt Julian Weill (Dessau, 2 de març de 1900 - Nova York, 3 d'abril de 1950) va ser un compositor alemany d'origen jueu, posteriorment nacionalitzat estatunidenc. Va ser un dels principals compositors escènics, conegut sobretot per les seves fructíferes col·laboracions amb Bertolt Brecht. Amb Brecht, va desenvolupar produccions com la seva obra més coneguda, The Threepenny Opera, que incloïa la balada Mack the Knife. Weill sostenia l'ideal d'escriure música que servia a un propòsit socialment útil, Gebrauchsmusik. També va escriure diverses obres per a la sala de concerts i diverses obres de temàtica jueva. Es va convertir en ciutadà dels Estats Units el 1943.

## Família i infància
Weill va néixer el 2 de març de 1900, el tercer de quatre fills d'Albert Weill (1867–1950) i Emma Weill (de soltera Ackermann; 1872–1955). Va créixer al si d'una família jueva religiosa a la "Sandvorstadt", el barri jueu de Dessau a Saxònia, on el seu pare era hazan. A l'edat de dotze anys, Weill va començar a prendre classes de piano i va fer els seus primers intents d'escriure música; la seva composició més antiga preservada va ser escrita el 1913 i es titula Mi Addir: Jewish Wedding Song.
El 1915, Weill va començar a prendre classes particulars amb Albert Bing, mestre de capella de l'Herzogliches Hoftheater zu Dessau, que li va ensenyar piano, composició, teoria musical i direcció. Weill va actuar públicament al piano per primera vegada el 1915, tant com a acompanyant com a solista. Els anys següents va compondre nombrosos lieder a les lletres de poetes com Joseph von Eichendorff, Arno Holz i Anna Ritter, així com un cicle de cinc cançons titulat Ofrahs Lieder a una traducció alemanya d'un text de Yehuda Halevi.
Weill es va graduar amb un Abitur a l'Oberrealschule de Dessau el 1918 i es va matricular a la Berliner Hochschule für Musik als 18 anys, on va estudiar composició amb Engelbert Humperdinck, direcció amb Rudolf Krasselt, i contrapunt amb Friedrich E. Koch, i també va assistir a les conferències de filosofia de Max Dessoir i Ernst Cassirer. El mateix any, va escriure el seu primer Quartet de corda (en si menor).

## Carrera musical

### Primers treballs i composicions
La família de Weill va experimentar dificultats econòmiques després de la Primera Guerra Mundial, i el juliol de 1919, Weill va abandonar els estudis i va tornar a Dessau, on va ser contractat com a repetidor al Friedrich-Theater sota la direcció del nou mestre de capella, Hans Knappertsbusch. Durant aquest temps, va compondre una suite orquestral en mi bemoll major, un poema simfònic sobre The Lay of the Love and Death of Cornet Christopher Rilke de Rainer Maria Rilke, i Schilflieder ("Reed Songs"), un cicle de cinc cançons sobre els poemes de Nikolaus Lenau. El desembre de 1919, amb l'ajuda de Humperdinck, Weill va ser nomenat mestre de capella al recentment fundat Stadttheater de Lüdenscheid, on va dirigir òpera, opereta i singspiel durant cinc mesos. Posteriorment, va compondre una sonata per a violoncel i Ninon de Lenclos, una adaptació operística en un acte ara perduda d'una obra de 1905 d'⁣Ernst Hardt. De maig a setembre de 1920, Weill va passar uns mesos a Leipzig, on el seu pare s'havia convertit en director d'un orfenat jueu, residint a la Gottschedstrasse. Abans de tornar a Berlín, el setembre de 1920, va compondre Sulamith, una fantasia coral per a soprano, cor femení i orquestra.

### Estudis amb Busoni

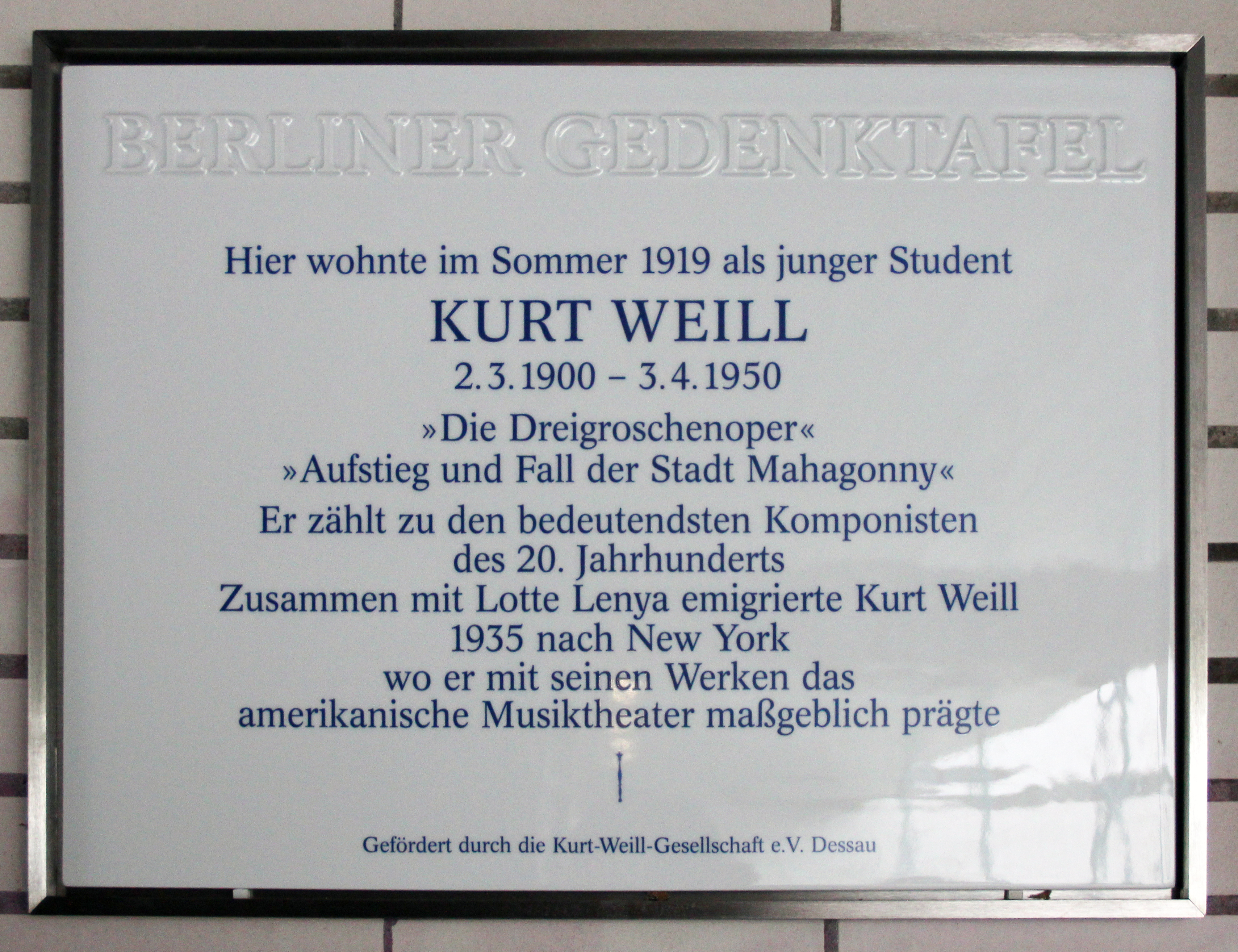
Placa commemorativa de Berlín, Berlín -Hansaviertel, Alemanya

De tornada a Berlín, Weill va tenir una entrevista amb Ferruccio Busoni el desembre de 1920. Després d'examinar algunes de les composicions de Weill, Busoni el va acceptar com un dels cinc estudiants de màster en composició a la Preussische Akademie der Künste de Berlín.
De gener de 1921 a desembre de 1923, Weill va estudiar composició musical amb ell i també contrapunt amb Philipp Jarnach a Berlín. Durant el seu primer any va compondre la seva primera simfonia, Sinfonie in einem Satz, així com el lieder Die Bekehrte (Goethe) i dos Rilkelieder per a veu i piano. Busoni, que aleshores s'acostava al final de la seva vida, va tenir una gran influència en Weill. On les primeres composicions de Weill reflecteixen el romanticisme i l'expressionisme post-wagnerià comuns a la música clàssica alemanya d'aquella època, Busoni era un neoclàssic. La influència de Busoni es pot veure especialment en les obres vocals i escèniques de Weill, que es van allunyar constantment del fet que la música reflectís les emocions dels personatges per fer-la funcionar com a comentari (sovint irònic). Aquest va ser el camí del mateix Weill cap a algunes de les mateixes nocions del teatre èpic i el Verfremdungseffekt (efecte de distanciament) defensat pel seu futur col·laborador Brecht.
Per mantenir la seva família a Leipzig, Weill també va treballar com a pianista en una taverna Bierkeller. El 1922, Weill es va unir a la facció musical de Novembergruppe. Aquell any va compondre un salm, un divertimento per a orquestra i Sinfonia Sacra: Fantasia, Passacaglia i Hymnus for Orchestra. El 18 de novembre de 1922 es va estrenar al Theater am Kurfürstendamm la seva pantomima infantil Die Zaubernacht (La nit màgica); va ser la primera representació pública de qualsevol de les obres de Weill en l'àmbit del teatre musical.
Per necessitat econòmica, Weill va ensenyar teoria musical i composició a estudiants privats de 1923 a 1925. Entre els seus alumnes hi havia Claudio Arrau, Maurice Abravanel, Heinz Jolles (més tard conegut com a Henry Jolles), Nikos Skalkottas i Esther Zweig. Arrau, Abravanel i Jolles van continuar sent membres del cercle d'amics de Weill després, i l'única composició supervivent de Jolles anterior a l'ascens del règim nazi el 1933 és un fragment d'una obra per a quatre pianos que ell i Weill van escriure conjuntament.

### Èxit als anys 20 i principis dels 30
El 1922 es va unir al Novembergruppe, un grup d'artistes d'esquerres de Berlín que incloïa Hanns Eisler i Stefan Wolpe. El febrer de 1924 el director d'orquestra Fritz Busch el va presentar al dramaturg Georg Kaiser, amb qui Weill tindria una col·laboració creativa de llarga durada que va donar lloc a diverses òperes en un sol acte. A la casa de Kaiser a Grünheide, Weill va conèixer per primera vegada la cantant i actriu Lotte Lenya l'estiu de 1924. La parella es va casar dues vegades: el 1926 i de nou el 1937 (després del seu divorci el 1933). Ella es va preocupar molt per donar suport a la feina de Weill, i després de la seva mort es va comprometre a augmentar la consciència sobre la seva música, formant laFundació Kurt Weill. Des de novembre de 1924 fins a maig de 1929, Weill va escriure centenars de ressenyes per a la influent i completa guia de programes de ràdio Der deutsche Rundfunk; Hans Siebert von Heister ja havia treballat amb Weill al Novembergruppe i li va oferir el treball poc després de convertir-se en cap de redacció.
Tot i que va tenir cert èxit amb les seves primeres obres madures no escèniques (com ara el Quartet de corda, op. 8, i el Concert per a violí i orquestra de vent, op. 12), que van ser influenciades per Gustav Mahler, Arnold Schönberg i Ígor Stravinskyi, Weill va tendir cada cop més cap a la música vocal i el teatre musical. El seu treball de teatre musical i les seves cançons van ser extremadament populars a Alemanya a finals dels anys vint i principis dels anys trenta. La música de Weill va ser admirada per compositors com Alban Berg, Alexander von Zemlinsky, Darius Milhaud i Stravinski, però també va ser criticada per altres: Schönberg, que després va revisar la seva opinió, i Anton Webern.
La seva obra més coneguda és The Threepenny Opera (1928), una reelaboració de The Beggar's Opera de John Gay, escrita en col·laboració amb Bertolt Brecht. Engel va dirigir la producció original de The Threepenny Opera el 1928. Conté la cançó més famosa de Weill, Die Moritat von Mackie Messer. TantL'òpera de tres penics —com abans L'òpera del captaire— és sàtira i comentari social; però per a Weill, des d'una perspectiva musical, també era una altra cosa: "Ens dona l'oportunitat de fer de l'òpera el tema per a una nit al teatre", com una part del que Weill va veure com un procés vitalici per "reformar" l'òpera per a l'escenari modern. L'èxit escènic va ser filmat per GW Pabst en dues versions lingüístiques: Die 3-Groschen-Oper i L'opéra de quat' sous. Weill i Brecht van intentar aturar l'adaptació cinematogràfica mitjançant una demanda ben publicitada, que Weill va guanyar i Brecht va perdre.
Weill va continuar treballant amb Brecht al musical Happy End (1929), més conegut per les cançons "Surabaya Johnny", "Bilbao Song" i "Sailor's Tango"; l'òpera infantil Der Jasager (1930); i l'òpera Rise and Fall of the City of Mahagonny (1930), més coneguda per "Alabama Song" (enregistrada posteriorment per The Doors, entre molts altres). L'associació de treball de Weill amb Brecht, encara que reeixida, va acabar amb la política el 1930. Tot i que Weill es va associar amb el socialisme, després que Brecht intentés portar el seu treball encara més en una direcció d'esquerres, Weill va comentar, segons la seva esposa Lotte Lenya, que ell no era capaç de seguir aquest enfocament i "musicar el Manifest Comunista".
Mentre estava a Alemanya a principis dels anys 30, Weill també va col·laborar amb el virtuós banjoista nord-americà Mike Danzi en una producció primerenca de la seva òpera Rise and Fall of the City of Mahagonny. Durant un assaig, Weill va felicitar a Danzi per la seva interpretació acurada dels acords trobats a la seva partitura mentre va assenyalar que la majoria dels altres banjoistes s'havien queixat que en realitat no estaven escrits per al banjo.

### La vida a París i Nova York
Weill va fugir de l'Alemanya nazi el març de 1933. Compositor jueu prominent i popular, Weill va ser denunciat oficialment per les seves opinions polítiques i simpaties, i es va convertir en un objectiu de les autoritats nazis, que van criticar i interferir amb les interpretacions de les seves obres escèniques posteriors, com Ascens i caiguda de la ciutat de Mahagonny (Aufstieg und Fall der Stadt Mahagonny, 1930), Die Bürgschaft (1932) i Der Silbersee (1933). Sense més remei que marxar d'Alemanya, va marxar primer a París, on va tornar a treballar amb Brecht (després del fracàs d'un projecte amb Jean Cocteau) al ballet Els set pecats capitals.
El 13 d'abril de 1933, el seu musical The Threepenny Opera es va estrenar a Broadway, però es va tancar després de 13 actuacions amb crítiques diverses. El 1934 va completar la seva Simfonia núm. 2, la seva darrera obra purament orquestral, dirigida a Amsterdam i Nova York per Bruno Walter, i també la música de l'obra Marie Galante de Jacques Deval. Una producció de la seva opereta Der Kuhhandel (Un Regne per una Vaca) el va portar a Londres l'any 1935, i més tard aquell any va anar als Estats Units en relació amb The Eternal Road, un "drama bíblic" de Franz Werfel que havia estat encarregat per membres de la comunitat jueva de Nova York i es va estrenar el 1937 a la Manhattan Opera House, amb 153 representacions.

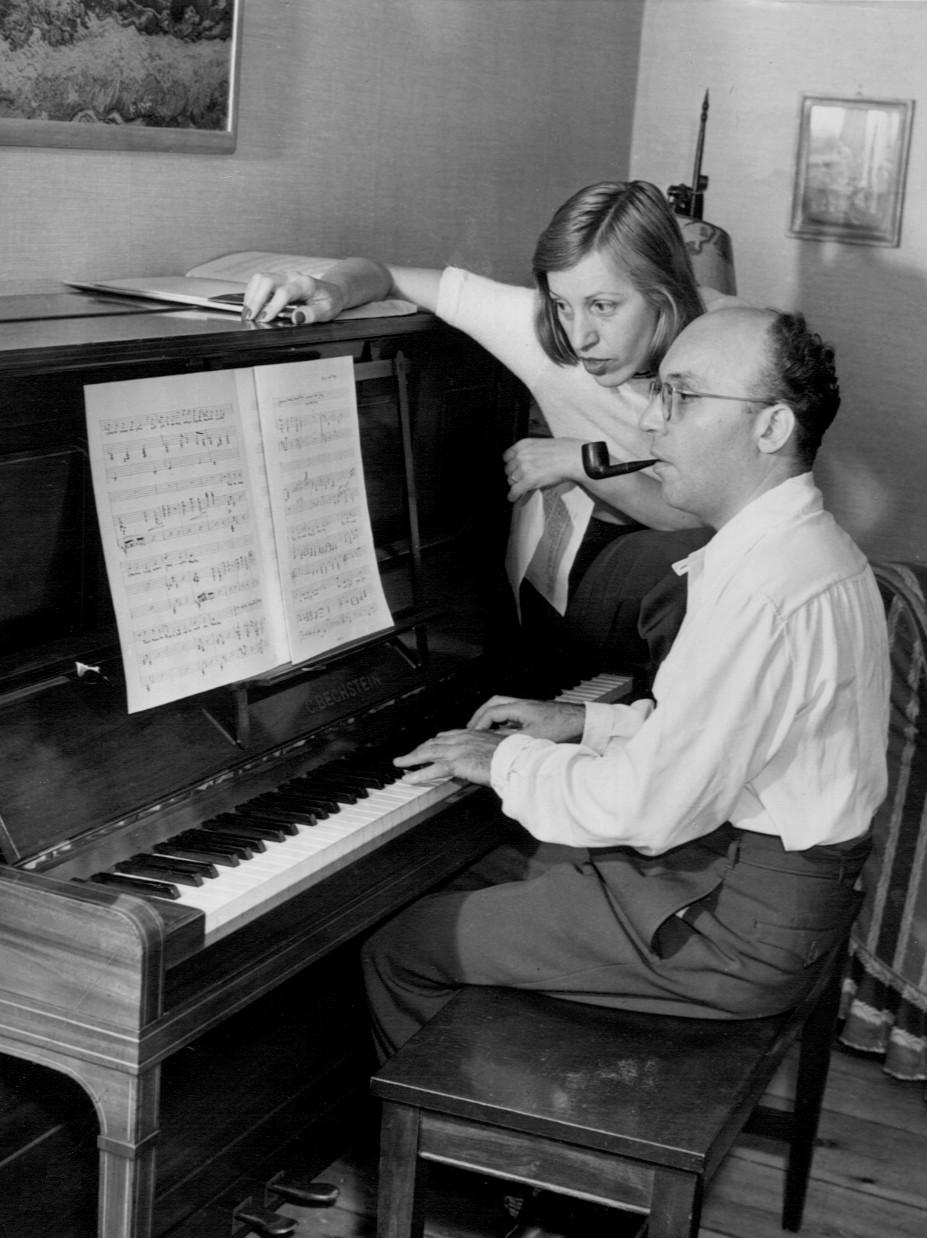
Weill i Lenya a casa el 1942

Ell i Lotte es van traslladar a la ciutat de Nova York el 10 de setembre de 1935, vivint primer a l'hotel St. Moritz abans de traslladar-se a un apartament al 231 East 62nd Street, entre la Tercera i la Segona Avinguda. Van llogar una casa antiga amb Paul Green durant l'estiu de 1936 prop de Pine Brook Country Club a Nichols, Connecticut, la casa d'estiueig del Group Theatre, mentre acabaven Johnny Johnson. Alguns dels altres artistes que hi van estiuejar el 1936 van ser Elia Kazan, Harry Morgan, John Garfield, Lee J. Cobb, Will Geer, Clifford Odets, Howard da Silva i Irwin Shaw.
En lloc de continuar escrivint amb el mateix estil que havia caracteritzat les seves composicions europees, Weill va fer un estudi de la música popular i escènica nord-americana. La seva producció nord-americana conté cançons individuals i espectacles sencers que no només van ser molt respectats i admirats, sinó que s'han vist com a obres fonamentals en el desenvolupament del musical nord-americà. L'any 1939 va escriure la música de Railroads on Parade, un espectacular musical muntat a l' Exposició Universal de 1939 a Nova York per celebrar la indústria ferroviària nord-americana (llibre d'Edward Hungerford). Únic entre els compositors de Broadway de l'època, Weill va insistir a escriure les seves pròpies orquestracions (amb algunes molt poques excepcions, com la música de ball a Street Scene). Va treballar amb escriptors com Maxwell Anderson i Ira Gershwin, i va escriure una banda sonora per a Fritz Lang (You and Me, 1938). El mateix Weill es va esforçar per trobar una nova manera de crear una òpera americana que tingués èxit tant comercial com artístic. L'intent més interessant en aquesta direcció és Street Scene, basada en una obra d'⁣Elmer Rice, amb llibret de Langston Hughes. Pel seu treball a Street Scene Weill va rebre el premi Tony inaugural a la millor banda sonora original.
A la dècada de 1940 Weill va viure al centre de l'estat de Nova York, prop de la frontera de Nova Jersey, i va fer freqüents viatges tant a la ciutat de Nova York com a Hollywood pel seu treball per al teatre i el cinema. Weill va participar activament en moviments polítics que fomentaven l'entrada dels Estats Units a la Segona Guerra Mundial, i després que Amèrica s'unís a la guerra el 1941, Weill va col·laborar amb entusiasme en nombrosos projectes artístics per donar suport a l'esforç bèl·lic tant a l'estranger com al front domèstic. Ell i Maxwell Anderson també es van unir al servei civil voluntari treballant com a vigilants d'atacs aeris a High Tor Mountain entre les seves cases a New City, Nova York i Haverstraw, Nova York al comtat de Rockland. Weill es va convertir en ciutadà naturalitzat dels Estats Units el 27 d'agost de 1943.
Weill tenia ideals d'escriure música que servien a un propòsit socialment útil. Als EUA, va escriure Down in the Valley, una òpera que inclou la cançó del mateix nom i altres cançons populars americanes. També va escriure una sèrie de cançons en suport de l'esforç de guerra nord-americà, inclosa la satírica "Schickelgruber" (amb lletra de Howard Dietz), "Buddy on the Nightshift" (amb Oscar Hammerstein) i –de nou amb Brecht, com en la seva carrera anterior– la "Balada de la dona del soldat nazi" ("Und was bekam des Soldaten Weib?"). Destinada a ser emesa a Alemanya, la cançó narrava el progrés de la màquina de guerra nazi a través dels regals enviats a casa de la dona orgullosa pel seu home al front: pells d'Oslo, un vestit de seda de París, etc., fins que finalment, des de Rússia, rep el vel de vídua.
A part de "Mack the Knife" i "Pirate Jenny" de The Threepenny Opera, les seves cançons més famoses inclouen "Alabama Song" (de Mahagonny), "Surabaya Johnny" (de Happy End), "Speak Low" (de One Touch of Venus), "Lost in the Stars" (del musical d'aquest nom), " My Ship " (de Lady in the Dark ) i "September Song" (de Knickerbocker Holiday).

## Mort
Weill va patir un atac de cor poc després del seu 50è aniversari i va morir el 3 d'abril de 1950 a la ciutat de Nova York. Va ser enterrat al cementiri Mount Repose a Haverstraw, Nova York. El text i la música de la seva làpida provenen de la cançó "A Bird of Passage" de Lost in the Stars, adaptada ella mateixa d'una cita del Venerable Beda:
This is the life of men on earth:

Out of darkness we come at birth

Into a lamplit room, and then –

Go forward into dark again.

(text: Maxwell Anderson)
Un fragment de l'elogi de Maxwell Anderson per a Weill deia:
M'agradaria, és clar, que hagués tingut la sort d'haver tingut una mica més de temps per a la seva feina. Podria desitjar que els temps en què va viure haguessin estat menys problemàtics. Però aquestes coses eren com eren, i Kurt va aconseguir fer milers de coses boniques durant el temps curt i problemàtic que va tenir...

## Obres principals

### 1920-1927
- 1920 – Sonata per a violoncel i piano
- 1921 – Simfonia núm. 1
- 1923 – Quartet de corda op. 8
- 1923 – Quodlibet. Suite per a orquestra sobre la pantomima Zaubernacht, op. 9
- 1923 – Frauentanz: sieben Gedichte des Mittelalters per a soprano, flauta, viola, clarinet, trompa i fagot, op. 10
- 1924 – Concert per a violí i orquestra de vent, op. 12
- 1926 – Der Protagonist, op.15 (Òpera en un acte, llibret de Georg Kaiser)
- 1927 – Der Neue Orpheus. Cantata per a soprano, violí i orquestra op.16 (llibret d'Yvan Goll)
- 1927 – Royal Palace op.17 (Òpera en un acte, llibret d'Yvan Goll)
- 1927 – Der Zar lässt sich photographieren op.21 (Òpera en un acte, llibret de Georg Kaiser)
- 1927 – Mahagonny (Songspiel) (Bertolt Brecht)

### 1928-1935
- 1928 – Berlin im Licht Song. Marxa per a banda de música o veu i piano
- 1928 – Die Dreigroschenoper, L'òpera dels tres rals (Bertolt Brecht)
- 1928 – Kleine Dreigroschenmusik (Petita música sobre L'Òpera dels tres penics), Suite per a banda de música.
- 1928 – Zu Potsdam unter den Eichen per a cor a cappella o veu i piano (Bertolt Brecht)
- 1928 – Das Berliner Requiem (Rèquiem per Berlín). Cantata per a tres veus masculines i banda de música (Bertolt Brecht)
- 1929 – Der Lindberghflug (primera versió). Cantata per a solistes, cor i orquestra. Música de Weill i Paul Hindemith sobre text de Bertolt Brecht
- 1929 – Happy End (Elisabeth Hauptmann i Bertolt Brecht) - Nominació als Premis Tony per partitura original
- 1929 – Der Lindberghflug (segona versió). Cantata per a tenor, baríton, baixos, cor i orquestra. Bertolt Brecht
- 1930 – Aufstieg und Fall der Stadt Mahagonny, (Apogeu i caiguda de la ciutat de Mahagonny) (Bertolt Brecht)
- 1930 – Der Jasager (Elisabeth Hauptmann i Bertolt Brecht)
- 1932 – Die Bürgschaft, (Caspar Neher)
- 1933 – Der Silbersee,
- 1933 – Die sieben Todsünden, (Els set Pecats Capitals). Ballet chanté per a veus i orquestra (Bertolt Brecht)
- 1934 – Marie galante per a veus i petita orquestra (llibret de Jacques Deval)
- 1934 – Simfonia núm. 2
- 1935 – Der Kuhhandel, (El meu regne per un cavall) (Robert Vambery) (inacabada)

### 1936-1950
- 1936 – Johnny Johnson (Paul Green)
- 1937 – The Eternal Road (Desmond Carter, primer, versió inacabada sobre text alemany de Franz Werfel, dirigida per Max Reinhardt)
- 1938 – Knickerbocker Holiday (Maxwell Anderson)
- 1938 – Railroads on Parade (Edward Hungerford)
- 1940 – Ballad of Magna Carta. Cantata per a narrador i baixos, cor i orquestra (Maxwell Anderson)
- 1940 – Lady in the Dark (Moss Hart i Ira Gershwin)
- 1941 – Fun to be Free Pageant
- 1942 – And what was sent to the Soldier's Wife? (Und was bekam des Soldaten Weib?). Cançó per a veu i piano (Bertolt Brecht)
- 1942 – Mine Eyes Have Seen the Glory. Cançó patriòtica arranjada per Weill per a narrador, cor, i orquestra
- 1943 – One Touch of Venus (Ogden Nash)
- 1945 – The Firebrand of Florence (Ira Gershwin)
- 1945 – Down in the Valley
- 1947 – Hatikvah, arranjament de l'himne nacional d'Israel
- 1947 – Four Walt Whitman Songs per a veu i orquestra (o piano)
- 1947 – Street Scene (Elmer Rice i Langston Hughes) - Premi Tony a la partitura original
- 1948 – Love Life (Alan Jay Lerner)
- 1949 – Lost in the Stars (Maxwell Anderson)
- 1950 – Huckleberry Finn (Maxwell Anderson) Inacabada.

## Per ampliar
- David Drew. Kurt Weill: A Handbook (Berkeley, Los Angeles, University of California Press, 1987) (anglès)
- Donald Spoto. Lenya A Life (Little, Brown and Company 1989)Very heavy on Weill history (anglès)
- Lys Symonette & Kim H. Kowalke (ed. & trans.) Speak Low (When You Speak Love) The Letters of Kurt Weill and Lotte Lenya (University of California Press 1996) (anglès)
- Alex Ross: The rest is noise (Ed,Six Barral, 2009)